# Добжаны (гмина)
Добжаны (пол. Dobrzany) — гмина (волость) в Польше, входит как административная единица в Старгардский повет, Западно-Поморское воеводство. Население — 5134 человека (на 2005 год).